# Loepa
Loepa là một chi bướm đêm thuộc họ Saturniidae.

## Các loài
- Loepa anthera Jordan, 1911
- Loepa katinka (Westwood, 1848)
- Loepa megacore Jordan, 1911
- Loepa miranda Moore, 1865
- Loepa sikkima (Moore, [1866])